# Kärim Kökirekbajew
Kärim Nasbekuly Kökirekbajew (kasachisch Кәрім Насбекұлы Көкірекбаев, russisch Карим Насбекович Кокрекбаев; * 20. Juli 1957 in Tschu, Kasachische SSR) ist ein kasachischer Politiker.

## Leben
Er studierte am Institut für Eisenbahnverkehr in Alma-Ata, wo er 1983 einen Abschluss als Eisenbahningenieur machte.
Nach seinem Abschluss arbeitete er als Ingenieur im Eisenbahndepot in seiner Heimatstadt Tschu und als stellvertretender Leiter der Station Sary-Ozek, als Leiter des Bahnhofs Almaty-2 und als Leiter der Koordination von Transport und Kommunikation des Ministeriums für Verkehr der Republik Kasachstan. Von 1995 bis 1997 war er stellvertretender Generaldirektor von Almatyzheldorekspeditsiya und Mitarbeiter der kasachischen Eisenbahngesellschaft Kasachstan Temir Scholy. Zwischen 1998 und 1999 war er Vizepräsident des öffentlichen Fonds Erkin Komek. Anschließend war er in den Jahren 1999 und 2000 Äkim (Gouverneur) des Bezirks Mojynqum im Gebiet Schambyl. Zwischen 2000 und 2001 war Kökirekbajew stellvertretender kasachischer Minister für Naturressourcen und Umweltschutz und danach zwei Jahre lang Präsident der Air Kazakhstan Tour. Von 2002 bis 2008 hatte er verschiedene Positionen bei Kasachstan Temir Scholy inne, unter anderem war er Chefingenieur und Vizepräsident des Unternehmens. Von Oktober 2008 bis Dezember 2009 war er stellvertretender Äkim und anschließend bis Dezember 2013 erster stellvertretender Äkim des Gebietes Schambyl. Vom 20. Dezember 2013 an war er Äkim des Gebietes Schambyl.
Am 10. Januar 2018 wurde er von seinen Aufgaben als Äkim entlassen, um an eine andere Position versetzt zu werden. Seit dem 7. Februar 2018 ist Kökirekbajew Botschafter Kasachstans in Kirgisistan.